# Burmans Musik
Burmans Musik är en skivaffär i centrala Umeå. Butiken är (2025) Skandinaviens äldsta sitt slag, då den öppnade redan 1910 som en del av en butik som sålde klockor och dylikt och blev en separat butik 29 september 1949 sedan företagaren Oskar Burman utökat sitt lokala butiksinnehav med en musikaffär . Först inhyst i en galleria vid Rådhustorget, men sedan tidigt 1960-tal på Kungsgatan 56. 
Den nuvarande ägaren Stefan Nilsson började bakom disken 1988, och tog 1999 över driften från den dåvarande ägaren, Stanley Teglund.

## Livemusik
Trots lokalens litenhet – med sina totalt 35 kvadratmeter räknas den som Umeås minsta livescen – har det under 2000-talet arrangerats en mängd livekonserter i butiken. Några artister som uppträtt på Burmans är INVSN, Looptroop, Dr. Feelgood och Kee Marcello.

## Utmärkelser i urval
- 2016 – Minervapriset till Stefan Nilsson för hans insatser för Umeå musikliv [4]